# 統合任務部隊 (自衛隊)
自衛隊における統合任務部隊（とうごうにんむぶたい Joint Task Force 略称：JTF）とは、陸上自衛隊・海上自衛隊・航空自衛隊のうち、2つ以上の軍種を単一の司令部の指揮下に置き、統合軍化して統合運用を行う部隊。任務部隊として、有事や大規模災害時などの必要に応じて編成されるものであり、軍種を超えて緊密に連携した行動がとることができ、複雑な事態に際してもより適切かつ迅速に対応することが期待されている。

## 概要
軍事作戦は複雑・高度化しており、軍種を超えて緊密に連携した行動を行う必要性があることは、第二次世界大戦の頃から理解されてきていた。各国とも統合作戦の重要性を理解し、各種の施策をおこなっていた。自衛隊においても同様であったが、その制度の整備はあまり進まなかった。2006年（平成18年）の自衛隊法改正以前においても、2つ以上の軍種による"統合部隊"を編成し、防衛庁長官/統合幕僚会議議長の指揮下に置くことができたが、実際に編成されたことはなく、部隊運用に際しては各自衛隊幕僚長の権限が大きかった。2006年（平成18年）の自衛隊法改正により統合幕僚監部が創設され、以降は平時・有事を問わず自衛隊の部隊運用は統合幕僚監部を通じて運用される形態となった。このうち、2つ以上の軍種によって構成された部隊は"統合任務部隊"（JTF）と呼称されるようになり、統合幕僚長の下に単一の司令部・指揮官でもって編成される。
自衛隊法第22条（特別の部隊の編成）が編成の根拠条文となっており、防衛出動・治安出動・警護出動などの出動命令時や国民保護等派遣・海上警備行動・海賊対処行動・弾道ミサイル等に対する破壊措置・災害派遣・地震防災派遣・原子力災害派遣・在外邦人等の保護措置や訓練時に編成される。JTFに必要とされる兵力は、命令・行動の発令者である内閣総理大臣（第22条1項）もしくは防衛大臣（第22条2項）の命令により、各自衛隊からJTFへと差し出される。
先述の通りJTFは有事等の際に編成される任務部隊を指すが、このほかに統合指揮される常設部隊として自衛隊法第21条の2に基づく共同の部隊がある。これは、統合幕僚長の指揮監督下、単一の司令部（本部）・指揮官で編成・運用され、三自衛隊の隊員で構成されている（詳細は同項目を参照）。

## 編成事例

### BMD統合任務部隊
2009年（平成21年）4月に北朝鮮によるミサイル発射実験に際してのBMD統合任務部隊が編成された。これは、初めて編成されたJTFでもある。2009年（平成21年）3月27日の「弾道ミサイル等に対する破壊措置の実施に関する自衛隊行動命令」により編成された。ミサイル防衛を任務として航空総隊司令官を指揮官とし、航空自衛隊の警戒部隊、地対空ミサイル部隊のほか、海上自衛隊のイージス艦部隊も指揮下におさめた。これは4月6日の終結命令により解散している。
2012年（平成24年）3月30日に、北朝鮮によるミサイル発射実験の予告を受けて、国会内で開かれた安全保障会議で自衛隊に対する破壊措置命令が発出され、再び航空総隊司令官を指揮官とするBMD統合任務部隊が編成された。4月16日までの間、破壊措置活動を行うとし、石垣島や宮古島を中心に展開していたが、4月13日の発射失敗を北朝鮮が報じたことから統合任務部隊は即日解散している。
2012年（平成24年）12月1日、北朝鮮が12月10日から22日までの間に「人工衛星」と称するミサイル発射予告を行ったことから、自衛隊法第82条の3「弾道ミサイル等に対する破壊措置命令」が発令される可能性を踏まえ沖縄県に自衛隊の部隊を配備する計画であることが発表された。2012年（平成24年）12月12日午前9時49分に発射されたが、直接の被害は認められなかったため統合任務部隊はこの日をもって編成解組に入った。
以降も北朝鮮が人工衛星と称した弾道ミサイルの発射報道を行うたびに同種の部隊が編成されているが、近年（2014年（平成24年）以降特に）この動きがさらに活発化していることから、防衛省市ヶ谷地区においては航空自衛隊第1高射群の部隊の一部を市ヶ谷分遣班として常駐させるなどの施策により即応体制の強化を図っている。
2016年（平成28年）8月8日、稲田朋美防衛大臣が破壊措置命令を発令。以後、破壊措置命令は3ヶ月毎に命令を更新させ効力を継続させることになり、持続的に発令済みとなる「常時発令」の状態となった。

### 派遣海賊対処行動支援隊
2009年（平成21年）7月には、ソマリア沖の海賊に対応するため、「海賊行為の処罰及び海賊行為への対処に関する法律」が施行され、同法および自衛隊法に基づきJTFが編成された。派遣海賊対処行動支援隊はジブチに地上航空基地を置いている。この基地について警衛の必要性があることから、海上自衛隊の派遣支援隊指揮官の下に、陸上自衛隊の警備部隊などが組み入れられている。

### 邦人等輸送統合任務部隊

#### 在アフガニスタン・イスラム共和国邦人等輸送統合任務部隊
2021年（令和3年）8月23日、アフガニスタンの情勢悪化（2021年ターリバーン攻勢）を受け、外務大臣臨時代理から、防衛大臣に対し、自衛隊法84条の4「在外邦人等の輸送」の実施について依頼があった。防衛大臣の命令により、航空支援集団司令官を指揮官とする在アフガニスタン・イスラム共和国邦人等輸送統合任務部隊、現地には、中央即応連隊長を指揮官とする、空輸隊、誘導輸送隊等からなる在アフガニスタン・イスラム共和国邦人等輸送派遣統合任務部隊を編成した。C-130輸送機2機、C-2輸送機1機、日本国政府専用機（ボーイング777）1機、人員約260名が派遣され、期間中に邦人1人とアフガニスタン人14人をカーブル国際空港から隣国のパキスタンに輸送した。2021年（令和3年）8月31日に発令された終結命令に基づき、任務を完了した。

#### 在スーダン共和国邦人等輸送統合任務部隊
2023年（令和5年）4月19日、スーダン情勢の悪化を受けて林外務大臣の邦人等の輸送の実施に必要となる準備行為の要請を受け、浜田防衛大臣は同4月20日、邦人退避に備えC-130、C-2、KC-767複数をジブチ共和国まで移動させ、待機することを命じた。これを受け吉田圭秀統合幕僚長は、航空自衛隊と陸上自衛隊からなり森川龍介航空支援集団司令官を指揮官とする約370人の「在スーダン共和国邦人等輸送統合任務部隊」を編成し、同日中にも先遣隊として連絡調整要員5人がジブチに向けて出発すると発表した。また、ソマリア沖の海賊対策に当たっている部隊からも派遣海賊対処行動航空隊のP-3Cが20日～23日の間、派遣海賊対処行動水上部隊の護衛艦まきなみが23日～28日の間、輸送実施に備えそれぞれ待機した。4月21日、浜田防衛相は午前の閣議後の記者会見で第一陣としてC-130一機を小牧基地から同日中にジブチに向かわせると発表、また、自衛隊部隊がスーダン内の空港などに在留邦人を車両で運ぶ「陸上輸送」について、「可能性も含め、幅をもって検討している」と述べた。同21日～22日未明には第二陣のKC-767と美保基地からのC-2一機ずつがそれぞれ国内より出発、三機は同4月23日未明にジブチに到着したと発表された。4月24日、装備品や人員の補充などのために別のC-2が出発した。この機は24日から28日にかけて車両などを輸送する任務にあたったという。最終的にはC-2とC-130輸送機各2機、KC-767空中給油輸送機1機の計5機や、陸自の中央即応連隊など計約180人をジブチに派遣、また陸上輸送用の高機動車4両も空輸された。もし自衛隊による陸上輸送が行われれば、2013年（平成25年）の自衛隊法改正で認められて以来初めての事例であった。。実際にはアラブ首長国連邦（UAE）や、UAEと行動していた韓国に協力を要請し、両国の車列に一部邦人を組み込んでもらい、自衛隊車両による陸上輸送は行われなかった。また、米国、ドイツ、英国、サウジアラビアなども邦人退避に協力したとして、林芳正外相が4月25日の記者会見で謝意を示した。23日に浜田防衛相が行動命令を出し、4月24日、21日に美保を発ったC-2が警備の陸自部隊とともにスーダン北東部ポートスーダンに着陸した。空港では「誘導輸送隊」が活動し、邦人の安全な誘導や、セキュリティーチェックの支援などに当たった。C-2は到着していた邦人45人を回収、ジブチに帰投した。同じく向かっていたC-130は先着したC-2のみで輸送が可能だったことなどから引き返した。これにより、既にフランスや国際赤十字の協力を得てスーダンからジブチやエチオピアに退避した別の４人の邦人と併せ、滞在していた約60人の邦人のうち今回の退避で残された脱出希望者は数人となった。4月26日、政府はこれまでに日本人52人とその家族7人のあわせて59人が自衛隊の輸送機などで退避し、現時点でスーダンからの退避を希望する日本人はいなくなったとした。4月27日夜、新たに5人がカナダ軍の輸送機でジブチへ脱出した。4月28日、外務省はこれまでにスーダンから退避した邦人と家族は計65人、うちジブチに退避していた60人のうち希望者48人が帰国すると発表。48人は同日政府が手配したチャーター機でジブチを出発し、翌4月29日に帰国した。4月28日、チャーター機出発を受けて政府は他の邦人も各国軍の協力などで脱出し、希望するすべての邦人の脱出を確認したとし、林外相は浜田防衛相に対し当該邦人等の輸送に係る措置の終結について依頼、これを受けて、浜田防衛相は当該邦人等の輸送の終結を命じた。この時点で自衛隊機3機がすでに帰国するかジブチを出発していた。5月8日、邦人輸送にあたったC-2が美保基地に帰還、5月10日にはC-130一機が小牧基地に帰還した。

#### 在イスラエル国邦人等輸送統合任務部隊
2023年（令和5年）10月13日、ハマスとイスラエルの軍事衝突を受けた上川外務大臣の要請により、木原防衛相は邦人退避に備え自衛隊にジブチなどにC2輸送機二機とKC767空中給油・輸送機一機らを派遣する命令を出した。これを受け森田雄博航空支援集団司令官を指揮官とし、空自と陸自計約420人からなる「在イスラエル国邦人等輸送統合任務部隊」の編成が決定された。10月14日、小牧基地のKC-767空中給油・輸送機1機と、美保基地のC-2輸送機2機が出発、10月16日にC-2一機がジブチに、翌10月17日にKC-767とC-2一機ずつがヨルダンに到着した。またこれとは別に、空自機の受け入れ態勢や具体的な退避計画の調整のために防衛省の連絡調整要員22人が周辺国へと出発した。10月18日、上川外相からの依頼を受け、木原防衛相は自衛隊法84条の4の邦人輸送の規定に基づき、自衛隊部隊に輸送活動の実施を命令した（この命令は自衛隊の活動や邦人の安全確保への影響を考慮し10月20日の輸送の実行を待って公表された）。同日政府関係者が明らかにしたことによれば、18日現在輸送実施に向け出国希望調査を進めているが、韓国政府が自国民を輸送機で退避させる際に日本人とその家族計51人も搭乗させた対応を踏まえ、現地の韓国人も輸送対象とする方向で調整を始めた。関係者によると、邦人への調査の結果輸送人数に余裕が出れば、韓国側に搭乗希望の有無を問い合わせるほか、韓国人以外の外国人も対象とする可能性もあるとされた。なお邦人も含めて費用負担は求めない。この結果10月19日、政府関係者によれば韓国人を20人前後搭乗させる調整が開始された。座席は、現地在留邦人と韓国人を乗せても空きがある見通しで、韓国以外の外国人を搭乗させる可能性もある。予定では自衛隊機は現地時間19日（日本時間20日未明）にもテルアビブを出発し、複数の給油地を経て、21日日未明に羽田空港に到着する見通しであるとされた。10月20日、防衛省と外務省は、日本時間の20日未明KC-767がヨルダンからイスラエルへ移動、出国を希望した日本人60人と外国籍の家族4人のほか、韓国人18人と外国籍の家族1人の合わせて83人（松野官房長官は会見で「韓国のほか、米英仏やカナダ、豪州、フィリピン、台湾、タイに対しても搭乗希望者の有無をたずね、その結果、韓国からのみ要望があった」と明かした）を乗せて、イスラエルを出発し、経由地のヨルダンに到着したと発表した。KC-767は帰国第一陣としてヨルダンから日本に向け移動し、10月21日未明に羽田空港に到着した。外務省によると、イスラエルとパレスチナに滞在する邦人は20日現在、約800人となった。C-2二機はさらなる情勢悪化と邦人等の輸送に備え、引き続きヨルダン及びジブチにおいて待機したのち、ジブチの機も10月24日にヨルダンに移動、10月25日には帰国したKC-767が再びヨルダンに派遣された。また、イスラエルとレバノンの国境周辺でも戦闘が起きたことから防衛省は10月27日、レバノンに滞在している日本人およそ70人を自衛隊機で輸送する場合に備えて情報収集にあたる調査チームをレバノンに派遣した。

### 災統合任務部隊

#### 平成23年東日本大震災災害派遣（JTF-TH）
自衛隊において、最大規模のJTFとなったのが、東日本大震災への災害派遣に際して編成された"災統合任務部隊"である。2011年（平成23年）3月14日の防衛大臣の命令により、東北方面総監（君塚栄治陸将）の指揮下に各方面隊・中央即応集団・自衛艦隊・航空総隊などから部隊が集められた。東北方面総監がJTF-TH指揮官となったため、これは災統合任務部隊-東北(Joint Task Force-TOHOKU,JTF-TH)と呼ばれた。初の三自衛隊が組み入れられたJTFであり、災害派遣された各自衛隊の部隊は陸災部隊・海災部隊・空災部隊としてJTF-TH指揮下に入った。陸災部隊は東北方面総監、海災部隊は横須賀地方総監、空災部隊は航空総隊司令官が指揮を取った。JTF-THは災害支援規模の縮小に伴い、7月1日の大臣命令により、解組している。
また、福島第一原子力発電所事故の原子力災害派遣に際して、3月17日の防衛大臣の命令（自行災命第8号）により、統合運用がなされる原子力災派部隊が編成されている。これはJTF-THとは別個の部隊であり、中央即応集団司令官を指揮官とし、中央特殊武器防護隊に海空の支援部隊を組み入れている。この部隊は、何度かの指揮系統変更を経て、12月26日に大臣命令により、終結している。
- JTF-TH（大規模震災災害派遣）の指揮系統[48]。2011年3月14日時点。

| 防衛大臣   | 防衛大臣   | 防衛大臣   | 防衛大臣   | 防衛大臣   | 防衛大臣   |  |  | 災統合任務部隊指揮官 / 東北方面総監 | 災統合任務部隊指揮官 / 東北方面総監 | 災統合任務部隊指揮官 / 東北方面総監 | 災統合任務部隊指揮官 / 東北方面総監 | 災統合任務部隊指揮官 / 東北方面総監 | 災統合任務部隊指揮官 / 東北方面総監 |                                 |                                 |  |  |              |              |              |              |              |              |
| 防衛大臣   | 防衛大臣   | 防衛大臣   | 防衛大臣   | 防衛大臣   | 防衛大臣   |  |  | 災統合任務部隊指揮官 / 東北方面総監 | 災統合任務部隊指揮官 / 東北方面総監 | 災統合任務部隊指揮官 / 東北方面総監 | 災統合任務部隊指揮官 / 東北方面総監 | 災統合任務部隊指揮官 / 東北方面総監 | 災統合任務部隊指揮官 / 東北方面総監 |                                 |                                 |  |  |              |              |              |              |              |              |
|            |            |            |            |            |            |  |  |                                     |                                     | 陸上自衛隊                          |                                     |                                     |                                     |                                 |                                 |  |  |              |              |              |              |              |              |
| 統合幕僚長 | 統合幕僚長 | 統合幕僚長 | 統合幕僚長 | 統合幕僚長 | 統合幕僚長 |  |  |                                     |                                     | 陸災部隊指揮官 / 東北方面総監       | 陸災部隊指揮官 / 東北方面総監       | 陸災部隊指揮官 / 東北方面総監       | 陸災部隊指揮官 / 東北方面総監       | 陸災部隊指揮官 / 東北方面総監   | 陸災部隊指揮官 / 東北方面総監   |  |  | 東北方面隊   | 東北方面隊   | 東北方面隊   | 東北方面隊   | 東北方面隊   | 東北方面隊   |
| 統合幕僚長 | 統合幕僚長 | 統合幕僚長 | 統合幕僚長 | 統合幕僚長 | 統合幕僚長 |  |  |                                     |                                     |                                     | 陸災部隊指揮官 / 東北方面総監       | 陸災部隊指揮官 / 東北方面総監       | 陸災部隊指揮官 / 東北方面総監       | 陸災部隊指揮官 / 東北方面総監   | 陸災部隊指揮官 / 東北方面総監   |  |  | 東北方面隊   | 東北方面隊   | 東北方面隊   | 東北方面隊   | 東北方面隊   | 東北方面隊   |
|            |            |            |            |            |            |  |  |                                     |                                     |                                     |                                     |                                     |                                     |                                 |                                 |  |  | 増援部隊     |              |              |              |              |              |
|            |            |            |            |            |            |  |  |                                     |                                     | 海上自衛隊                          |                                     |                                     |                                     |                                 |                                 |  |  |              |              |              |              |              |              |
|            |            |            |            |            |            |  |  |                                     |                                     | 海災部隊指揮官 / 横須賀地方総監     | 海災部隊指揮官 / 横須賀地方総監     | 海災部隊指揮官 / 横須賀地方総監     | 海災部隊指揮官 / 横須賀地方総監     | 海災部隊指揮官 / 横須賀地方総監 | 海災部隊指揮官 / 横須賀地方総監 |  |  | 横須賀地方隊 | 横須賀地方隊 | 横須賀地方隊 | 横須賀地方隊 | 横須賀地方隊 | 横須賀地方隊 |
|            |            |            |            |            |            |  |  |                                     |                                     | 海災部隊指揮官 / 横須賀地方総監     | 海災部隊指揮官 / 横須賀地方総監     | 海災部隊指揮官 / 横須賀地方総監     | 海災部隊指揮官 / 横須賀地方総監     | 海災部隊指揮官 / 横須賀地方総監 | 海災部隊指揮官 / 横須賀地方総監 |  |  | 横須賀地方隊 | 横須賀地方隊 | 横須賀地方隊 | 横須賀地方隊 | 横須賀地方隊 | 横須賀地方隊 |
|            |            |            |            |            |            |  |  |                                     |                                     |                                     |                                     |                                     |                                     |                                 |                                 |  |  | 増援部隊     |              |              |              |              |              |
|            |            |            |            |            |            |  |  |                                     |                                     | 航空自衛隊                          |                                     |                                     |                                     |                                 |                                 |  |  |              |              |              |              |              |              |
|            |            |            |            |            |            |  |  |                                     |                                     | 空災部隊指揮官 / 航空総隊司令官     | 空災部隊指揮官 / 航空総隊司令官     | 空災部隊指揮官 / 航空総隊司令官     | 空災部隊指揮官 / 航空総隊司令官     | 空災部隊指揮官 / 航空総隊司令官 | 空災部隊指揮官 / 航空総隊司令官 |  |  | 航空総隊     | 航空総隊     | 航空総隊     | 航空総隊     | 航空総隊     | 航空総隊     |
|            |            |            |            |            |            |  |  |                                     |                                     | 空災部隊指揮官 / 航空総隊司令官     | 空災部隊指揮官 / 航空総隊司令官     | 空災部隊指揮官 / 航空総隊司令官     | 空災部隊指揮官 / 航空総隊司令官     | 空災部隊指揮官 / 航空総隊司令官 | 空災部隊指揮官 / 航空総隊司令官 |  |  | 航空総隊     | 航空総隊     | 航空総隊     | 航空総隊     | 航空総隊     | 航空総隊     |
|            |            |            |            |            |            |  |  |                                     |                                     |                                     |                                     |                                     |                                     |                                 |                                 |  |  | 増援部隊     |              |              |              |              |              |

#### 平成25年台風第26号災害派遣（JTF-椿）
2013年（平成25年）10月11日に発生した平成25年台風第26号により被害を被った伊豆大島の復興および後続の平成25年台風第27号による二次災害の防止を目的として防衛省は10月20日、「平成25年（2013年）台風第26号に対する災害派遣の実施に関する自衛隊行動命令（自行災命第15号（25.10.20 2149）」を発令した。東部方面総監を長とする災統合任務部隊（「伊豆大島災統合任務部隊」通称・JTF-椿（大島町の名産品であるツバキに由来））が編成され、同指揮下に海上自衛隊横須賀地方隊、航空自衛隊航空支援集団などが組み入れられ、救援活動を行った。2013年（平成25年）11月8日に発令された「平成25年（2013年）台風第26号に対する災害派遣の終結に関する自衛隊行動命令」により、編成解組した。

#### 平成28年熊本地震災統合任務部隊（JTF-鎮西）
2016年（平成28年）4月14日21時26分頃に熊本地方で発生した震度7の地震を発端とする群発地震（平成28年熊本地震）の被害を受け、防衛省は陸上自衛隊西部方面総監を長とする災統合任務部隊（通称・JTF-鎮西、鎮西は九州の雅称）の編成命令を発令した。2016年（平成28年）4月17日までに2万5000人態勢に増員すると報じられ、西部方面隊を主力に海上自衛隊佐世保地方隊、航空自衛隊西部航空方面隊などが組み入れられ、即応予備自衛官に対しても招集命令が発令された（即応予備自衛官の実任務投入はJTF-THに次いで2例目）。2016年（平成28年）5月9日に災統合任務部隊の編成が解組された。

#### 令和元年台風19号災統合任務部隊（笑顔と故郷を取り戻すために JTF）
2019年（令和元年）10月12日から13日にかけ、令和元年東日本台風（台風19号）の上陸により、東部方面区・東北方面区において大規模な広域水害が発生。13日16時、河野太郎防衛大臣より陸上総隊司令官（髙田克樹陸将）を指揮官とする統合任務部隊が編成された。陸上総隊発足後初の統合任務部隊である。通称号の設定はなく、「笑顔と故郷を取り戻すために JTF」をスローガンとし、またSNSでの広報におけるハッシュタグとして活用した。2019年（令和元年）11月8日に解組が命令され、活動を終了した。

#### 令和6年能登半島地震災統合任務部隊
2024年（令和6年）1月2日、前日に発生した令和6年能登半島地震を受け、木原稔防衛大臣は陸上自衛隊中部方面総監（堀井泰蔵陸将）を長とする統合任務部隊の編成を発令した。同年2月2日に解組が命令された。陸上自衛隊中部方面隊を中心とする態勢に移行する。

### 国際緊急援助活動統合任務部隊

#### フィリピン国際緊急援助統合任務部隊（平成25年台風第30号）
2013年（平成25年）11月4日に発生した平成25年台風第30号により甚大な被害を被ったフィリピン共和国の復興のため、防衛省は「国際緊急援助活動の実施に関する自衛隊行動命令」を11月12日に発令した。11月15日には同援助隊の活動を強化するため、同命令の一部を変更する行動命令を発出、派遣部隊を防衛大臣直轄のフィリピン現地運用調整所と自衛艦隊司令官の隷下に置かれるフィリピン国際緊急援助統合任務部隊の2部隊に再編成し、派遣部隊の定員を約50名から約1,180名に増員、主要装備については、KC-767空中給油・輸送機2機、C-130H輸送機7機、U-4多用途支援機1機、CH-47J輸送ヘリコプターおよびUH-1J多用途ヘリコプター各3機、輸送艦、護衛艦および補給艦の計3隻を派遣し、医療活動等に加えて、防疫活動及び現地における救援物資等輸送を新たに任務にするとした。陸上自衛隊からは東北方面隊、第6師団及び第1ヘリコプター団隷下部隊を主力に抽出され、また、現地でのJTFの指揮は第4護衛隊群司令が執った。この作戦行動にはサンカイ作戦の名称が付けられた。
フィリピンの中南部においてJTFは11月24日より医療支援や輸送支援を実施した後、2013年（平成25年）12月13日に発令された終結命令に基づき任務を完了した。
国際緊急援助統合任務部隊の指揮系統。
| 防衛大臣   | 防衛大臣   | 防衛大臣   | 防衛大臣   | 防衛大臣   | 防衛大臣   |  |  | 自衛艦隊司令官 | 自衛艦隊司令官 | 自衛艦隊司令官 | 自衛艦隊司令官 | 自衛艦隊司令官 | 自衛艦隊司令官 |  |  | 統合任務部隊指揮官 / 第4護衛隊群司令 | 統合任務部隊指揮官 / 第4護衛隊群司令 | 統合任務部隊指揮官 / 第4護衛隊群司令                      | 統合任務部隊指揮官 / 第4護衛隊群司令 | 統合任務部隊指揮官 / 第4護衛隊群司令 | 統合任務部隊指揮官 / 第4護衛隊群司令 |                |                |  |  |
| 防衛大臣   | 防衛大臣   | 防衛大臣   | 防衛大臣   | 防衛大臣   | 防衛大臣   |  |  | 自衛艦隊司令官 | 自衛艦隊司令官 | 自衛艦隊司令官 | 自衛艦隊司令官 | 自衛艦隊司令官 | 自衛艦隊司令官 |  |  | 統合任務部隊指揮官 / 第4護衛隊群司令 | 統合任務部隊指揮官 / 第4護衛隊群司令 | 統合任務部隊指揮官 / 第4護衛隊群司令                      | 統合任務部隊指揮官 / 第4護衛隊群司令 | 統合任務部隊指揮官 / 第4護衛隊群司令 | 統合任務部隊指揮官 / 第4護衛隊群司令 |                |                |  |  |
|            |            |            |            |            |            |  |  |                |                |                |                |                |                |  |  |                                      |                                      | 陸上自衛隊                                                |                                      |                                      |                                      |                |                |  |  |
| 統合幕僚長 | 統合幕僚長 | 統合幕僚長 | 統合幕僚長 | 統合幕僚長 | 統合幕僚長 |  |  |                |                |                |                |                |                |  |  |                                      |                                      | 医療航空援助隊                                            | 医療航空援助隊                       | 医療航空援助隊                       | 医療航空援助隊                       | 医療航空援助隊 | 医療航空援助隊 |  |  |
| 統合幕僚長 | 統合幕僚長 | 統合幕僚長 | 統合幕僚長 | 統合幕僚長 | 統合幕僚長 |  |  |                |                |                |                |                |                |  |  |                                      |                                      | 医療航空援助隊                                            | 医療航空援助隊                       | 医療航空援助隊                       | 医療航空援助隊                       | 医療航空援助隊 | 医療航空援助隊 |  |  |
|            |            |            |            |            |            |  |  |                |                |                |                |                |                |  |  |                                      |                                      | 医療隊50名 UH-1J x3 CH-47J x3                             |                                      |                                      |                                      |                |                |  |  |
|            |            |            |            |            |            |  |  |                |                |                |                |                |                |  |  |                                      |                                      | 海上自衛隊                                                |                                      |                                      |                                      |                |                |  |  |
|            |            |            |            |            |            |  |  |                |                |                |                |                |                |  |  |                                      |                                      | 海上派遣部隊                                              |                                      |                                      |                                      |                |                |  |  |
|            |            |            |            |            |            |  |  |                |                |                |                |                |                |  |  |                                      |                                      |                                                           |                                      |                                      |                                      |                |                |  |  |
|            |            |            |            |            |            |  |  |                |                |                |                |                |                |  |  |                                      |                                      | 護衛艦「いせ」・輸送艦「おおすみ」・補給艦「とわだ」 ほか |                                      |                                      |                                      |                |                |  |  |
|            |            |            |            |            |            |  |  |                |                |                |                |                |                |  |  |                                      |                                      | 航空自衛隊                                                |                                      |                                      |                                      |                |                |  |  |
|            |            |            |            |            |            |  |  |                |                |                |                |                |                |  |  |                                      |                                      | 空輸隊                                                    |                                      |                                      |                                      |                |                |  |  |
|            |            |            |            |            |            |  |  |                |                |                |                |                |                |  |  |                                      |                                      |                                                           |                                      |                                      |                                      |                |                |  |  |
|            |            |            |            |            |            |  |  |                |                |                |                |                |                |  |  |                                      |                                      | C-130H x6 KC-767 x2                                       |                                      |                                      |                                      |                |                |  |  |

#### トンガ王国国際緊急援助活動統合任務部隊
2022年のフンガ・トンガ噴火を受けて、トンガ王国国際緊急援助活動統合任務部隊が編成され、輸送艦おおすみにより支援物資輸送が行われた。支援物資の引き渡しに伴い、2022年（令和4年）2月17日に活動を終結した。